# Saltos ornamentais nos Jogos Pan-Americanos de 2019 - Plataforma de 10 m sincronizado masculino
A competição da plataforma de 10 m sincronizado masculino é um dos eventos dos saltos ornamentais nos Jogos Pan-Americanos de 2019, em Lima. Foi disputada no Centro Aquático Nacional no dia 2 de agosto de 2019. 

## Calendário
Horário local (UTC-5).
| Data        | Horário | Fase   |
| ----------- | ------- | ------ |
| 2 de agosto | 19:00   | Finais |

## Medalhistas
| Ouro   | MEX Iván García e Kevin Berlin               |
| Prata  | CAN Vincent Riendeau e Nathan Zsombor-Murray |
| Bronze | BRA Isaac Filho e Kawan Pereira              |

## Resultado final
| Pos.              | Saltador                               | Nacionalidade            | Pontos |
| ----------------- | -------------------------------------- | ------------------------ | ------ |
| Medalha de ouro   | Iván García Kevin Berlin               | MEX México               | 431.10 |
| Medalha de prata  | Vincent Riendeau Nathan Zsombor-Murray | CAN Canadá               | 396.12 |
| Medalha de bronze | Isaac Filho Kawan Pereira              | BRA Brasil               | 375.81 |
| 4                 | Steele Johnson Benjamin Bramley        | USA Estados Unidos       | 368.61 |
| 5                 | Sebastián Villa Víctor Ortega          | COL Colômbia             | 363.99 |
| 6                 | José Ruvalcaba Frandiel Gómez          | DOM República Dominicana | 339.66 |
| 7                 | Jesus Gonzalez Reyes Oscar Ariza       | VEN Venezuela            | 322.98 |
| 8                 | Yusmandy Paz Jeinkler Aguirre          | CUB Cuba                 | 315.90 |